# Bisdom Candyba
Het bisdom Candyba (Latijn: Dioecesis Candybensis) was een bisdom in de stad Candyba in het Byzantijnse Rijk; Candyba was gesitueerd nabij het Turkse dorp Çataloluk. Çataloluk ligt 10 km ten noorden van Kaş in het district Anamur.
Candyba was gelegen in de provincie Lycië, in Klein-Azië en was een bisschopszetel van de 8e tot de 12e eeuw. Candyba bestond al in de klassieke oudheid. De Romeinse stad lag op een rotsheuvel, 14 km ten noorden van de stad Kaç, in tegenstelling tot het dorp Çataloluk dat aan de voet van de heuvel ligt. Drie bisschoppen van Candyba werden beschreven; onder hen Costantinus, die deelnam aan het Tweede Concilie van Nicea (787). Het bisdom was een suffragaan bisdom van het aartsbisdom Myra stroomafwaarts de rivier Myros, en dit onder het groter geheel van het Oecumenisch patriarchaat van Constantinopel.
Sinds de 20e eeuw verleent de Rooms-katholieke kerk de titel van bisschop van Candyba als eretitel.